# Lindsey McDonald
Lindsey McDonald est un personnage fictif créé par Joss Whedon pour la série télévisée Angel. Il est joué par l'acteur Christian Kane et doublé en version française par Xavier Fagnon.

## Biographie fictive
Lindsey McDonald, est né au Texas aux États-Unis, d'une famille très pauvre. Ses origines sont ambigües, car dans l'épisode 2.18 (Impasse), on aperçoit une plaque de l'Oklahoma ; toutefois, dans l'épisode 5.12 (Le Retour de Cordelia), Angel le traite de petit Texan, il est possible que cela reflète la propre vie de l'acteur Christian Kane, né au Texas mais dont l'enfance s'est déroulée en Oklahoma. Lindsey a été recruté par Wolfram & Hart, après ses études de droit à Hastings, en Californie. Il commence à travailler au service du courrier, mais gravit très vite les échelons pour devenir un avocat aussi véreux qu'ambitieux.

### Saison 1
Lindsey représente des vampires et des démons, mais également des humains très peu recommandables. Angel et Lindsey se rencontrent dans l'épisode 1.1 (Bienvenue à Los Angeles), où Angel tue un des clients vampires (il le projette par la fenêtre d'un immeuble alors qu'il fait jour). Il travaille avec Lilah Morgan pour tenter de faire tuer Angel par Faith. Cela ne plaît pas aux associés principaux qui néanmoins le laissent en vie. Dans l'épisode 1.21 (Force aveugle), Lindsey prend la défense d'une aveugle exécutant des contrats pour Wolfram et Hart quand Holland Manners lui apprend que W&H envisage de tuer un groupe d'enfants. Il s'allie alors temporairement avec Angel afin de sauver les enfants. Ensuite, Lindsey, sur le point de quitter W&H, se voit proposer par Holland Manners une promotion qu'il accepte. Manners lui fait ensuite part, dans l'épisode 22.1 (Le Manuscrit), d'un projet qui consiste à ramener Darla à la vie. Au cours d'une bataille qui s'ensuit, Lindsey perd une main, tranchée par Angel, et doit alors utiliser une prothèse, ce qui ne fait qu'attiser la haine de Lindsey à l'encontre d'Angel.

### Saison 2
Wolfram & Hart fait appel à Drusilla pour engendrer de nouveau Darla, Lindsey y assiste et force Angel à regarder ; il est, avec Lilah Morgan, l'un des seuls survivants lorsque Darla et Drusilla massacrent Holland Manners et son équipe (Retrouvailles). Cependant, son amour pour Darla conduit Lindsey à se battre directement contre Angel. L'affrontement entre l'avocat et le vampire se solde par la destruction de la main artificielle de Lindsey et le départ définitif de Darla. Une nouvelle main lui est greffée, mais des événements étranges se produisent avec cette main. Lindsey consulte Lorne au Caritas et découvre que la main greffée appartient à un de ses anciens amis, devenu tueur en série, et que W&H est au cœur d'un trafic d'organes. Lindsey et Angel y mettent fin et ensuite font la paix. Il quitte alors Los Angeles (épisode 2.18 Impasse).

### Saison 5
Lindsey revient à Los Angeles et découvre qu'Angel est devenu le dirigeant de l'antenne locale de Wolfram & Hart. Bien qu'il ne soit plus en conflit contre Angel, Lindsey n'accepte pas qu'Angel ait obtenu le poste que sa propre ambition convoitait et réalise des tatouages qui cache sa présence aux associés principaux. Avec l'aide d'Eve, il élabore un plan consistant à faire croire à Angel et à son équipe qu'Angel n'est pas le vampire destiné à accomplir la prophétie Shanshu.
Angel découvre que Lindsey est revenu à Los Angeles ; Wesley récite une formule pour effacer les tatouages et Lindsey est alors aspiré dans une autre dimension (Le Retour de Cordelia). On apprend plus tard que Lindsey est prisonnier d'une dimension infernale dans laquelle il semble mener une vie de famille idéale, entre sa femme et son fils. En fait, à cause d'une boucle temporelle, il est contraint de descendre dans sa cave où, chaque jour, un démon lui arrache le cœur. Afin d'obtenir des informations sur W&H, Gunn se porte volontaire pour subir le châtiment à sa place (épisode Sous la surface).
Quand Lindsey leur apprend l'existence du Cercle de l'Aiguille Noire, Angel élabore un plan pour les détruire, en fait part à son équipe dans l'épisode 5.21 (Jeu de pouvoir) et charge chacun d'éliminer un membre. Lindsey élimine le démon Sahrvin, mais, ensuite, Lorne, sur les ordres d'Angel, lui tire deux balles dans la poitrine et le tue (L'Ultime Combat).

## Apparitions
Saisons 1 : 1.1 (Bienvenue à Los Angeles), 1.18 (Cinq sur cinq), 1.19 (Sanctuaire), 1.21 (Force aveugle), 1.22 (Le Manuscrit).
Saisons 2 : 2.1 (Le Jugement), 2.5 (Cher amour), 2.7 (Darla), 2.9 (L'Épreuve), 2.10 (Retrouvailles), 2.11 (Déclaration de guerre), 2.12 (Argent sale), 2.15 (Le Grand Bilan), 2.16 (Retour à l'ordre), 2.18 (Impasse). 
Saisons 5 : 5.8 (Destin), 5.10 (Cauchemars), 5.12 (Le Retour de Cordelia), 5.17 (Sous la surface), 5.21 (Jeu de pouvoir), 5.22 (L'Ultime Combat).